# منفرد (رواية)
منفرد (بالإنجليزية: Solo)‏ هي رواية عن جيمس بوند للكاتب البريطاني ويليام بويد، نشرت عام 2013، عن دار نشر جوناثان كيب في المملكة المتحدة.